# Nicola Tempesta
Nicola Tempesta (Nápoles, 28 de junio de 1935-Nápoles, 20 de febrero de 2021) fue un deportista italiano que compitió en judo. Ganó nueve medallas en el Campeonato Europeo de Judo entre 1954 y 1963.

## Palmarés internacional
| Campeonato Europeo | Campeonato Europeo       | Campeonato Europeo | Campeonato Europeo |
| Año                | Lugar                    | Medalla            | Categoría          |
| ------------------ | ------------------------ | ------------------ | ------------------ |
| 1954               | Bruselas (Bélgica)       | Medalla de bronce  | Abierta            |
| 1957               | Róterdam (Países Bajos)  | Medalla de oro     | +80 kg             |
| 1959               | Viena (Austria)          | Medalla de plata   | Abierta            |
| 1960               | Ámsterdam (Países Bajos) | Medalla de plata   | +80 kg             |
| 1960               | Ámsterdam (Países Bajos) | Medalla de plata   | 3.er dan           |
| 1960               | Ámsterdam (Países Bajos) | Medalla de plata   | Abierta            |
| 1961               | Milán (Italia)           | Medalla de oro     | 4.º dan            |
| 1962               | Essen (RFA)              | Medalla de plata   | 4.º dan (A)        |
| 1963               | Ginebra (Suiza)          | Medalla de plata   | Abierta (A)        |